# Пронин, Евгений Сергеевич
Евге́ний Серге́евич Про́нин (род. 8 ноября 1980, Климовск) — российский актёр театра и кино.

## Биография
Евгений Сергеевич Пронин родился 8 ноября 1980 года в городе Климовске (ныне ставшим микрорайоном Подольска). Семья актёра никак не связана с миром искусства: отец, Сергей Васильевич, — электрик, мать, Марина Александровна, — бухгалтер. У Евгения есть младшая сестра Ирина.
В детстве Евгений и не помышлял стать актёром, он увлекался спортом — футболом, хоккеем, баскетболом, волейболом, любил кататься на лыжах, но актёрский талант проявлял ещё со школьных лет — импровизируя на уроках, участвуя в утренниках.
После восьмого класса Евгений решил поступить в Суворовское училище, но не прошёл медкомиссию из-за небольшого варикоза (последствия игры в хоккей и футбол).
Окончив школу, Евгений решился на поступление в высшее театральное училище имени Б. В. Щукина (ныне Театральный институт имени Бориса Щукина), так как в этом учебном заведении учился Андрей Миронов, творчество которого оказало большое влияние на Евгения. Он с лёгкостью поступил и в 2002 году окончил курс Марины Александровны Пантелеевой.
Отправной точкой для Евгения Пронина стал фильм режиссёра Алексея Германа-младшего «Гарпастум» (2005), где актёр сыграл одну из главных ролей. Фильм имел международный фестивальный успех, завоевав множество наград, в том числе был номинирован на «Золотого льва» Венецианского кинофестиваля.
Сразу же после столь очевидного успеха карьера Евгения пошла в гору. Посыпались предложения сниматься.
Актёр сыграл главную роль в сериале о спецотделе по изучению сверхъестественного «Контора» (2006), затем в украинском мелодраматическом проекте «Сердцу не прикажешь» (2007) и российском мистическом сериале «Убить змея» (2007).
В 2009 году Евгений сыграл одну из главных ролей в фильме «Непрощённые» — режиссёрском дебюте Клима Шипенко, которого после выхода фильма критики окрестили «русским Тарантино».
Пронин начал активно сниматься в сериалах, завоевав популярность и любовь отечественных телезрителей. Он прочно закрепился на отечественном ТВ — сериалы с его участием постоянно идут на ведущих каналах страны.
Евгений одинаково хорош как в героических сериалах («Небо в огне», «Разведчицы», «Большая нефть»), так и в детективных («Случайный свидетель», «Икорный барон», «Шаповалов»), а уж в романтических лентах, таких, как «Соблазн» (2014), «Французская кулинария» (2014), «Вчера. Сегодня. Навсегда» (2016) и т.п. ему нет равных.
Хорошая физическая подготовка и спортивные навыки помогли Евгению получить главные роли в спортивных драмах — мини-сериале «Слава» (2014), где он сыграл выдающегося хоккеиста Вячеслава Фетисова, и фильме «Чемпионы: Быстрее. Выше. Сильнее» (2016), где он исполнил роль олимпийского чемпиона Александра Попова. В обеих работах Евгений идеально попал в образ своих героев.
На счету актёра более пятидесяти ролей на телевидении и в кино.
Одна из последних работ — в сериале канала ТВ-3 «Неизвестный», где Евгений сыграл роль загадочного подозреваемого с феноменальными способностями. Роль сложная не только в актёрском плане, но и требующая недюжинной памяти — его герой с невероятной скоростью усваивает любую информацию, поэтому актёру приходилось учить огромные объёмы сложного текста.
В октябре 2017 года на Первом канале вышел телесериал Гостиница «Россия», в котором Евгению досталась роль Алексея Ракитина — капитана 9-го управления КГБ.
Несмотря на плотный съёмочный график, Евгений находит время и для театра.
В трагикомедии Тома Стоппарда «Розенкранц и Гильденстерн мертвы», поставленном в «Другом театре», актёр сыграл роль Гамлета. Премьера спектакля состоялась в 2009 году, но спектакль, к сожалению, закрыли.
В пьесе Александра Вампилова «Старший сын», поставленной в 2012 году режиссёром Павлом Сафоновым для театральной компании «Свободная сцена», Евгений играет Владимира Петровича Бусыгина. Спектакль до сих пор с успехом идёт в Москве и гастролирует по России, а также зарубежным странам.
В новой работе режиссёра Павла Сафонова, премьера которой состоялась  22 и 23 декабря 2017 года на Основной сцене Театра на Малой Бронной, спектакле «Горе от ума» по одноимённой комедии А. С. Грибоедова, Евгений Пронин воплотил  образ Молчалина. Роль получилась гротесковая, и актёр справился с ней очень хорошо, да и сам спектакль необычный, искромётный современный, а также с интересными находками. Спектакль с успехом шёл почти год, но по непонятным причинам его пока что сняли с репертуара основной сцены Театра.
25 июня 2019 года прошёл предпремьерный показ нового антрепризного спектакля «Тайга» по пьесе А. Вампилова. Продюсер Иван Жидков собрал на одной сцене популярных сериальных актёров. У Евгения Пронина здесь две роли — тренер и скрипач. Спектакль сатиричный, с тонким юмором, и будет гастролировать по большой стране России, а также по зарубежным странам.
В 2020 году принял участие в проекте «Ледниковый период-7», где выступал в паре с олимпийской чемпионкой Татьяной Волосожар.
В 2022 году в знак протеста уехал с женой на ее родину Армению, где проживает в настоящее время.

## Семья
- Первая жена (2014—2015)[1] — Екатерина Кузнецова (род. 1987), актриса.
- Вторая жена — Кристина Арустамова (род. 1995), выпускница МГУ, продюсер. Поженились 18 января 2019 года.
- Невеста — Элина Хубиян (род. 1995), выпускница РЭУ имени Плеханова, стилист. Ведёт свой блог в инстаграме @elina.kh.

## Фильмография
- 2005 — Гарпастум — Андрей
- 2005 — Взрыв на рассвете — Стрелин, десантник
- 2006 — Контора — Денис Найдёнов
- 2007 — Сердцу не прикажешь — Михаил
- 2007 — Убить змея — Глеб
- 2008 — Застава Жилина — Константин Соловьёв, старший лейтенант, лётчик
- 2008 — Непрощённые — Андрей
- 2008 — Победитель — Андрей, водитель Игоря
- 2009 — Большая нефть — Георгий Елисеев
- 2009 — Кремлёвские курсанты — Игорь Фирсов (бывший парень Анны Прохоровой).
- 2010 — Классные мужики — Илья, сын Никки, врач
- 2010 — Небо в огне — Владимир Самойлов
- 2010 — Семейная история — Сергей Добрынин
- 2010 — Я тебя никому не отдам — Володя
- 2011 — Гюльчатай — Виктор Соколов
- 2011 — Зойкина любовь — Степан Степанович Степанов
- 2011 — Коммуналка — Паша Раевский
- 2011 — Случайный свидетель — Иван Корнилов
- 2011 — Чистая проба — Андрей Гончаров
- 2012 — Военный госпиталь — Рома
- 2012 — Икорный барон — Сергей Алексеевич Бортник
- 2012 — Маша — Алексей
- 2012 — Страшная красавица — Андрей Евгеньевич Булычёв, адвокат
- 2012 — Судьба Марии — Артём Фёдоров
- 2012 — Три товарища — Роман Гришин
- 2012 — Шаповалов — Виктор Гусь
- 2013 — Гюльчатай. Ради любви — Витя Соколов
- 2013 — Разведчицы — Николай Петров, старший лейтенант госбезопасности, инструктор по диверсионной работе
- 2013 — Торговый центр — Олег Корнеев
- 2014 — Ветер в лицо — Максим Коренев
- 2014 — Соблазн — Дима
- 2014 — Ёлки 1914 — брат Ивана
- 2014 — Племяшка — Степан
- 2014 — Французская кулинария — Виктор
- 2014 — Слава — Вячеслав Фетисов
- 2015 — Любовная сеть — Руслан Белых
- 2015 — На дальней заставе — Олег Погодин, журналист
- 2016 — Вчера. Сегодня. Навсегда. — Александр Мартынов
- 2015 — Три дороги — Сергей Харитонов (главная роль)
- 2016 — Китайский Новый год — Евгений Потапов (главная роль)
- 2016 — Чемпионы: Быстрее. Выше. Сильнее — пловец Александр Попов
- 2016 — Гостиница «Россия» — Алексей Ракитин, капитан 9-го управления КГБ
- 2016 — Круговое движение (короткометражка) — Виктор
- 2017 — Неизвестный — Константин Шагин
- 2017 — Лачуга должника — Степан Архипович Кортиков
- 2017 — Близкие — Алексей Прохоров
- 2017 — Новогодний пассажир — Андрей Снегирёв (главная роль)
- 2018 — Чужая — Дмитрий
- 2018 — Два берега — Михаил Ермаков
- 2018—2020 — Московские тайны — Алексей Цыганов, владелец сети пекарен
- 2019 — Лабиринт иллюзий — Виктор
- 2019 — След лисицы на камнях — Макар Илюшин
- 2019 — Рыцарь нашего времени — Макар Илюшин
- 2019 — Комната старинных ключей — Макар Илюшин
- 2019 — Нежные листья, ядовитые корни — Макар Илюшин
- 2019 — Рок-н-ролл — Стас
- 2020 — Артек. Большое путешествие — Игорь Лебедев, отец Ярика
- 2020 — Волк — Пётр Чуев
- 2021 — Объявлен мёртвым — Вадим Датский (главная роль)
- 2021 — Ночной переезд — Матвей

## Роли в театре
- 2014 — Розенкранц и Гильденстерн мертвы (Другой театр) — Гамлет[2]
- 2014 — Старший сын (пьеса А. Вампилова, Свободная сцена) — Владимир Петрович Бусыгин[3]
- 2017 — Горе от ума (Театр на Малой Бронной) — Молчалин
- 2019 — Тайга (пьеса А. Вампилова, антрепризный спектакль) — тренер / скрипач